# لاکسار
لاکسار، روستایی از توابع بخش تولم شهرستان صومعه‌سرا در استان گیلان ایران است.

## جمعیت
این روستا در دهستان هندخاله قرار دارد و براساس سرشماری مرکز آمار ایران در سال ۱۳۸۵، جمعیت آن ۵۲۵ نفر (۱۴۶خانوار) بوده‌است.
براساس سرشماری مرکز آمار ایران در سال ۱۳۹۵ ۳۷۲ نفر در این روستا زندگی می‌کنند.